# Cee Lo Green
Cee Lo Green, artistnamn för Thomas DeCarlo Callaway, född 30 maj 1974 i Atlanta, Georgia, är en amerikansk sångare, låtskrivare, rappare, affärsman och musikproducent inom hiphop, funk, soul och R&B.
CeeLo och hans solohits finns på singlarna Closet Freak (2002) och I'll Be Around (2003), båda producerade av Timbaland. Han släppte senare singeln Fuck you! (2010), även känd som Forget You! i censurerad version. Han medverkar även i svenska gruppen Teddybears låt Cho Cha från albumet Devil's Music. 
Han var en av coacherna och domarna i reality-programmet The Voice.[när?]
I augusti 2014 blev Cee Lo dömd till tre års villkorlig dom och 360 timmars samhällstjänst för att ha drogat en kvinna  2012 vid en middag i en restaurang i Los Angeles genom att lägga ecstasy i hennes drink.

## Diskografi
Soloalbum
- 2003 – Cee-Lo Green and His Perfect Imperfections
- 2004 – Cee-Lo Green... Is the Soul Machine
- 2006 – Closet Freak: The Best of Cee-Lo Green the Soul Machine
- 2010 – Cee Lo Green... lady killer

Övriga album
- 1995 – Soul Food (Goodie Mob)
- 1998 – Still Standing (Goodie Mob)
- 1999 – World Party (Goodie Mob)
- 2001 – Even in Darkness (Dungeon Family)
- 2006 – St. Elsewhere (Gnarls Barkley)
- 2008 – The Odd Couple (Gnarls Barkley)